# Pseudorlaya
Pseudorlaya  es un género  perteneciente a la familia Apiaceae. Comprende 5 especies descritas.

## Taxonomía
El género fue descrito por (Murb.) Murb. y publicado en Acta Universitatis Lundensis 33(12): 86. 1897.

## Especies
A continuación se brinda un listado de las especies del género Pseudorlaya aceptadas hasta septiembre de 2012, ordenadas alfabéticamente. Para cada una se indica el nombre binomial seguido del autor, abreviado según las convenciones y usos.
- Pseudorlaya biseriata (Murb.) Sáenz de Rivas
- Pseudorlaya maritima Murb.
- Pseudorlaya minuscula (Pau ex Font Quer) M.Laínz
- Pseudorlaya pumila (L.) Grande - cospí[3]
- Pseudorlaya pycnacantha H.Lindb.